# Colonia el Calvario
Colonia el Calvario är en ort i Mexiko.   Den ligger i kommunen Valle de Santiago och delstaten Guanajuato, i den centrala delen av landet, 240 km väster om huvudstaden Mexico City. Colonia el Calvario ligger 1 767 meter över havet och antalet invånare är 253.
Terrängen runt Colonia el Calvario är kuperad söderut, men norrut är den platt. Runt Colonia el Calvario är det ganska tätbefolkat, med 166 invånare per kvadratkilometer. Närmaste större samhälle är Valle de Santiago, 3,3 km nordväst om Colonia el Calvario. Trakten runt Colonia el Calvario består till största delen av jordbruksmark.